# Yongning (Nanning)
Yongning (chinesisch 邕宁区, Pinyin Yōngníng Qū; Zhuang Yunghningz Gih) ist ein Stadtbezirk der bezirksfreien Stadt Nanning, der Hauptstadt des Autonomen Gebietes Guangxi der Zhuang-Nationalität im Süden der Volksrepublik China. Er hat eine Fläche von 1.231 km² und zählt 292.600 Einwohner (Stand: Ende 2018). Regierungssitz ist die Großgemeinde Pumiao (蒲庙镇).

## Administrative Gliederung
Auf Gemeindeebene setzt sich der Stadtbezirk aus drei Großgemeinden und zwei Gemeinden zusammen.
Diese sind:
- Großgemeinde Pumiao 蒲庙镇
- Großgemeinde Nalou 那楼镇
- Großgemeinde Xinjiang 新江镇
- Gemeinde Baiji 百济乡
- Gemeinde Zhonghe 中和乡

## Ethnische Gliederung der Bevölkerung (2000)
Beim Zensus im Jahr 2000 hatte der damalige Kreis Yongning in anderen Verwaltungsgrenzen 851.904 Einwohner.
| Name des Volkes | Einwohner | Anteil  |
| --------------- | --------- | ------- |
| Zhuang          | 766.441   | 89,97 % |
| Han             | 81.539    | 9,57 %  |
| Yao             | 2.370     | 0,28 %  |
| Sonstige        | 1.554     | 0,18 %  |